# Mario Pašalić
Mario Pašalić (Mainz, 9 de fevereiro de 1995) é um futebolista croata que atua como meio-campista e atualmente defende a Atalanta.

## Carreira

### Clubes

#### Hajduk Split
Pašalić começou a jogar futebol no NK GOŠK Kaštel Gomilica antes de ingressar nas divisões de base do Hajduk Split em 2006. Ele ganhou maior reconhecimento na temporada de 2011-12, marcando 17 gols pelo sub-17, e marcando o gol da vitória por 3-2 contra o Hrvatski Dragovoljac, garantindo o título do campeonato.
Durante a pré-temporada, Pašalić foi diagnosticado com uma infecção estafilocócica, ficando de fora na primeira metade da temporada de 2012–13. Ele jogou sua primeira partida como profissional em 14 de abril de 2013, substituindo Ivan Vuković aos 90 minutos de uma vitória por 2-1 contra o Cibalia.
No verão de 2013, Pašalić assinou um contrato profissional de quatro anos com o Hajduk e fez 11 gols e 5 assistências em 36 jogos durante a temporada de 2013-14. Em 14 de setembro de 2013, ele marcou os dois gols da vitória contra o Dinamo Zagreb e repetiu o mesmo destino em 8 de fevereiro do ano seguinte, em uma vitória por 2-1 no rival da cidade, o RNK Split.

#### Chelsea
Em 9 de julho de 2014, o Chelsea anunciou a contratação de Pašalić por uma taxa não revelada. Após a assinatura, Pašalić disse: "Estou muito feliz porque agora sou jogador do Chelsea".

#### Elche
Em 22 de julho de 2014, Pašalić se juntou ao Elche em um contrato de empréstimo de uma temporada.
Em 25 de agosto, ele fez sua estreia na La Liga em uma derrota por 3–0 contra o Barcelona. Em 12 de abril de 2015, Pašalić marcou seu primeiro gol na primeira divisão espanhola, marcando o último na vitória por 2-0 sobre o Córdoba. Em 29 de abril de 2015, ele marcou na vitória por 4-0 sobre o Deportivo La Coruña. Em 3 de maio de 2015, ele marcou um gol no final do jogo que acabou sendo o gol da vitória contra o Málaga em uma vitória por 2–1.

#### Mônaco
Em 3 de julho de 2015, foi anunciado que Pašalić passaria a temporada de 2015–16 emprestado ao Monaco. Radamel Falcao foi emprestado ao Chelsea como parte do contrato de empréstimo de Pašalić para se juntar à equipa do Monegasco. Durante uma entrevista sobre a sua transferência por empréstimo para o Monaco, Pašalić afirmou que permanecer no Chelsea esta temporada nunca foi uma opção e que "precisa melhorar, crescer e depois ter esperança de ter uma oportunidade no Chelsea".
Em 28 de julho, Pašalić fez sua estreia no Monaco na vitória por 3-1 contra o Young Boys na terceira pré-eliminatória da Champions League, marcando um gol. Em 8 de agosto, ele fez sua estreia na Ligue 1 na vitória por 2-1 sobre o Nice.
Em 19 de agosto, Pašalić marcou contra o Valencia, mas não foi o suficiente para impedir o Monaco de perder por 3-1 no jogo de ida dos play-off da Liga dos Campeões. Em 17 de setembro, ele fez sua estreia na Europa League em um empate por 1-1 contra o Anderlecht. Na Coupe de France de 2015-16, Pašalić marcou duas vezes em duas partidas.

#### Milan
Em 27 de agosto de 2016, Pašalić ingressou no Milan por empréstimo de uma temporada. Um mês após a conclusão do empréstimo, houve relatos de que o Milan estava tentando encurtar o empréstimo e devolver Pašalić em janeiro.
Em 30 de outubro de 2016, ele fez sua estreia em uma vitória por 1-0 contra o Pescara. No jogo seguinte, Pašalić fez sua primeira partida como titular na vitória por 2-1 sobre o Palermo. Pašalić marcou seu primeiro gol pelo Milan na vitória por 2-1 contra o Crotone.
Pašalić marcou o pênalti da vitória na Supercoppa Italiana de 2016 contra a Juventus, trazendo ao Milan seu primeiro grande troféu desde 2011.

#### Spartak Moscou
Em 2 de agosto de 2017, Pašalić assinou um novo contrato de quatro anos com o Chelsea e se juntou ao campeão russo, Spartak Moscou, por empréstimo para a temporada de 2017-18.
Em 12 de agosto, ele marcou seu primeiro gol pelo Spartak na derrota por 2-1 para o CSKA Moscou. Ele fez sua estreia na Liga dos Campeões em 13 de setembro em um empate por 1-1 contra o Maribor. Em 27 de novembro, ele marcou na vitória em casa por 3-1 sobre o Zenit. Em 10 de dezembro, ele marcou mais uma vez no clássico de Moscou, com o Spartak vencendo por 3-0.

#### Atalanta
Em 25 de julho de 2018, Pašalić concordou em se juntar à Atalanta por um empréstimo de uma temporada, com opção de compra no final do período. O time italiano terminou a temporada em terceiro na Serie A, qualificando-se para a Liga dos Campeões do ano seguinte.
Em 4 de julho de 2019, Pašalić assinou um novo contrato com o Chelsea até 2022 e regressou ao Atalanta por empréstimo para uma segunda temporada.
Em 6 de novembro, Pašalić marcou o gol de empate contra o Manchester City por 1-1 no San Siro. Em 11 de dezembro, ele marcou o segundo gol na vitória por 3-0 sobre o Shakhtar Donetsk. Isso fez da Atalanta a primeira estreante a chegar às oitavas de final da Liga dos Campeões desde o Leicester City em 2016-17 e a primeira equipe a fazê-lo com apenas sete pontos. Em 2 de dezembro de 2019, a Atalanta negociou uma opção de compra de € 15 milhões a ser ativada no final da temporada.
Em 15 de fevereiro de 2020, ele marcou o gol da vitória por 2–1 sobre a Roma, apenas 19 segundos depois de entrar no jogo no lugar de Duván Zapata. Em 19 de fevereiro, ele deu duas assistências para Josip Iličić e Hans Hateboer, quando o Atalanta derrotou o Valencia por 4-1 e chegou às quartas de final da Liga dos Campeões.
Em 22 de junho, Mario Pašalić juntou-se à Atalanta permanentemente por € 15 milhões. Em 14 de julho, ele marcou seu primeiro hat-trick na carreira na vitória por 6–2 sobre o Brescia, tornando-se o quinto croata a ter esse feito na Série A. Em 12 de agosto, nas quartas de final da Champions League contra o Paris Saint-Germain, ele marcou o gol da Atalanta na derrota por 2-1.
Em dezembro de 2020, Pašalić foi submetido a uma cirurgia de hérnia, que o manteve fora dos gramados por mais de dois meses. Ele voltou aos campos em uma derrota por 3-1 para a Lazio, na qual ele marcou o único gol da Atalanta.

### Seleção
Em 4 de setembro de 2014, ele estreou pela Seleção Croata ao substituir Mario Mandžukić numa vitória sobre o Chipre.
Em 14 de maio de 2014, Pašalić estava na lista de 30 jogadores do técnico da Croácia, Niko Kovač, que foram chamados para a Copa do Mundo de 2014. Ele não foi selecionado para o elenco final.
Em maio de 2018, ele foi convocado para a seleção preliminar de 32 jogadores de Zlatko Dalić para a Copa do Mundo de 2018, mas não chegou aos 23 finalistas.
Em 7 de outubro de 2020, ele marcou seu primeiro gol pela seleção em uma vitória amigável por 2-1 sobre a Suíça.

## Vida pessoal
Pašalić nasceu em Mainz, Alemanha, mas cresceu em Kaštel Gomilica, Croácia. Seu pai, Ivan, é um croata bósnio de Sarajlije, perto de Tomislavgrad. Sua mãe, Slavica, nasceu em Vrlika. Ele é primo do companheiro de futebol, Ivan Krstanović.
Em junho de 2019, Pašalić casou-se com sua namorada de longa data, Marija Grbeša, na ilha de Čiovo.

## Estatísticas
Atualizado em 19 de maio de 2021.

### Clubes
| Clube                       | Temporadas        | Liga                 | Liga  | Liga | Copa  | Copa | Copa da Liga | Copa da Liga | Europa | Europa | Outros | Outros | Total | Total |
| Clube                       | Temporadas        | Divisão              | Jogos | Gols | Jogos | Gols | Jogos        | Gols         | Jogos  | Gols   | Jogos  | Gols   | Jogos | Gols  |
| --------------------------- | ----------------- | -------------------- | ----- | ---- | ----- | ---- | ------------ | ------------ | ------ | ------ | ------ | ------ | ----- | ----- |
| Hajduk Split                | 2012–13           | MAXtv Prva Liga      | 2     | 0    | 0     | 0    | —            | —            | 0      | 0      | —      | —      | 2     | 0     |
| Hajduk Split                | 2013–14           | MAXtv Prva Liga      | 30    | 11   | 3     | 0    | —            | —            | 3      | 0      | 1      | 0      | 37    | 11    |
| Hajduk Split                | Total             | Total                | 32    | 11   | 3     | 0    | —            | —            | 3      | 0      | 1      | 0      | 39    | 11    |
| Elche (empréstimo)          | 2014–15           | La Liga              | 31    | 3    | 4     | 0    | —            | —            | —      | —      | —      | —      | 35    | 3     |
| Monaco (empréstimo)         | 2015–16           | Ligue 1              | 16    | 3    | 3     | 2    | 1            | 0            | 9      | 2      | —      | —      | 29    | 7     |
| Milan (empréstimo)          | 2016–17           | Serie A              | 24    | 5    | 2     | 0    | —            | —            | —      | —      | 1      | 0      | 27    | 5     |
| Spartak Moscow (empréstimo) | 2017–18           | Premier League Russa | 21    | 4    | 4     | 1    | —            | —            | 7      | 0      | —      | —      | 32    | 5     |
| Atalanta (empréstimo)       | 2018–19           | Serie A              | 33    | 5    | 5     | 2    | —            | —            | 4      | 1      | —      | —      | 42    | 8     |
| Atalanta (empréstimo)       | 2019–20           | Serie A              | 35    | 9    | 1     | 0    | —            | —            | 9      | 3      | —      | —      | 45    | 12    |
| Atalanta                    | 2020–21           | Serie A              | 24    | 6    | 2     | 0    | —            | —            | 5      | 0      | —      | —      | 31    | 6     |
| Atalanta                    | Total             | Total                | 92    | 20   | 8     | 2    | —            | —            | 18     | 4      | —      | —      | 118   | 26    |
| Total da carreira           | Total da carreira | Total da carreira    | 216   | 46   | 24    | 5    | 1            | 0            | 37     | 6      | 2      | 0      | 280   | 57    |

### Seleção
| Seleção | Anos  | Jogos | Gols |
| ------- | ----- | ----- | ---- |
| Croacia | 2014  | 1     | 0    |
| Croacia | 2015  | 1     | 0    |
| Croacia | 2016  | 0     | 0    |
| Croacia | 2017  | 3     | 0    |
| Croacia | 2018  | 3     | 0    |
| Croacia | 2019  | 4     | 0    |
| Croacia | 2020  | 8     | 2    |
| Croacia | 2021  | 3     | 1    |
| Total   | Total | 23    | 3    |

## Títulos
Milan
- Supercopa da Itália: 2016

Atalanta
- Liga Europa da UEFA: 2023–24